# توم ستون (لاعب كرة قدم)
توم ستون (بالإنجليزية: Tom Stone)‏ هو لاعب كرة قدم ومدرب كرة قدم أمريكي، ولد في 1966 في دالاس في الولايات المتحدة.